# Hucpoldingi
Gli Hucpoldingi o Ucpoldingi, noti anche come Ubaldingi, furono una delle stirpi franche.
Fondatore della dinastia fu Hucpold, apparso in Italia nell'847 circa sotto il regno di Ludovico II il Giovane, figlio dl re Lotario I. Si attestarono sino agli inizi del XII secolo.

## Genealogia essenziale
- Hucpold (847 ca.-860 ca.)

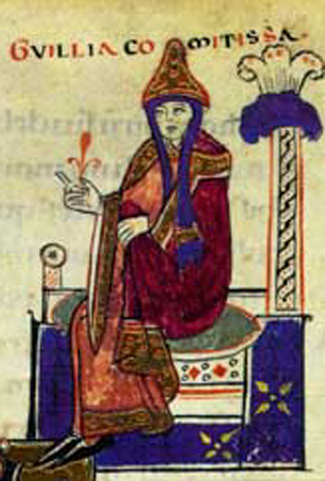
Willa degli Hucpoldingi

  - Ubaldo I degli Hucpoldingi (floruit 870)
    - Bonifacio II di Spoleto (?-953), duca di Spoleto
      - Willa di Tuscia (?-979), sposa di Uberto di Toscana
      - Teobaldo II di Spoleto (?-959 ca.), duca di Spoleto
      - Adalberto I
        - Gualfredo (1041)
        - Adalberto II (981)[3]
          - Ildebrando (1028), capostipite degli Alberti[4]

        - Alberto (1054)

      - Adimaro
        - Ubaldo
        - Enrico
        - Willa degli Hucpoldingi (?-1007), sposa di Tedaldo di Canossa e contessa consorte di Mantova

      - Ubaldo († entro il 981)
        - Adalberto II
          - Bonifacio III di Toscana
          - Walfredo
            - Ugo III di Spoleto

      - Everardo, vescovo di Arezzo (963-979)